# Я плюю на ваші могили (фільм, 2010)
«Я плюю на ваші могили» (англ. I Spit on Your Grave) — американський фільм жахів, трилер 2010 року режисера Стівена Монро. Ремейк однойменного фільму 1978 року народження, також відомого як «День жінки» (англ. Day of the Woman). Світова прем'єра відбулася 1 травня 2010 року. Рейтинг MPAA — R.

## Зміст
Дженіфер Гіллс — молода письменниця, їде у далеку тиху місцину, аби усамітнитися і працювати над новою книгою. Та коли опиняється на місці, вона стає великою спокусою для кількох покидьків, які вважають себе безкарними. Дженіфер зазнає виключно жорстокої наруги, але виживає. За допомогою свого творчого дару вона вирішує по-своєму «розписати долі героїв» пекельного сюжету. Адже право на фантазію — привілей письменниці. Вона вирішує помститись жорстоко злочинцям, які не знають чи вона жива.

## Ролі
| Актор           | Роль        |
| --------------- | ----------- |
| Сара Батлер     | Дженніфер   |
| Джефф Бренсон   | Джонні      |
| Родні Істман    | Енді        |
| Деніел Френзісі | Стенлі      |
| Чад Ліндберг    | Метью       |
| Ендрю Говард    | шериф Сторг |
| Трейсі Волтер   | Ерл         |
| Моллі Мілліган  | місіс Сторг |

## Факти
- Спочатку планувалося, що назва фільму буде «Помста на річці Хьюсатонік», де і проводилися зйомки, але згодом було змінено.
- Реакція на фільм була неоднозначною. Більшість американських кінокритиків визнали його непристойним і неприйнятним для показу. Наприклад, Роджер Еберт дав фільму нуль зірок і описав його як «огидний рімейк огидного оригіналу».
- Фільм заборонений до розповсюдження в Білорусі і Україні.
- Чад Ліндберг грав Метью, А пробувався на роль Стена.
- У фільма є оригінал, знятий в 1978. Дженифер заправляє машину на 19.78 дорарів